# John Smith (kolonisatör)
John Smith, född 1580 i Willoughby nära Alford, Lincolnshire, död 21 juni 1631, var en engelsk kolonisatör.

## Biografi
Fadern var arrendebonde under Peregrine Bertie, 13:e baron Willoughby de Eresby. Smith hade påbörjade sin yrkeskarriär som lärling till en hansaköpman i King's Lynn, men fann det monotont och var mer äventyrlig.
Smith gick till sjöss vid 16 års ålder. Som legosoldat deltog Smith på den franska sidan i Nederländska frihetskriget. Smith kom senare i Habsburgsk tjänst i Valakiet. 1602 tillfångatogs Smith i strid mot Krimtatatarer och såldes som slav till Konstantinopel och tvångskonverterades till Islam i Rostov-na-Donu. Snith rymde som slav från Osmanska riket via Tsarryssland och Polsk-litauiska samväldet för att 1604 återvända till England.
Smith deltog han i kolonisationen av Virginia i tjänst för Virginiakompaniet. 1607 seglade han uppför Jamesfloden, där han togs tillfånga av indianerna. 1624 skrev han en bok där han berättade historien om hur han räddas till livet tack vare den unga indianskan Pocahontas mod.
Han var president i den Nordamerikanska kolonin 1608-1609. Han utforskade New England 1614, som han namngav, och publicerade såväl broschyrer om Amerika som en självbiografi.